# Via Crucis (Esino Lario)
El Via Crucis es una obra del escultor italiano Michele Vedani situada sobre la vía parroquial don Giovanni Battista Rocca de Esino Lario, en la provincia de Lecco, que conduce a la iglesia parroquial de San Víctor Mártir. Fue realizada entre 1939 y 1940 con paneles de bronce incrustados en las capillas que en origen (1831) estaban decoradas al fresco. El bronce fue donado por los habitantes y turistas de la localidad, mientras que Vedani donó su obra, como había querido su hija Minuccia, muerta con una veintena de años, quien pidió a su padre que realizara alguna obra en Esino para agradecer a la localidad que los acogió durante largo tiempo.
Al final del Viacrucis, en la capilla Grande, está colocada La Resurrección, obra realizada por el mismo Vedani en 1968.